# Exposição Universal de 1876

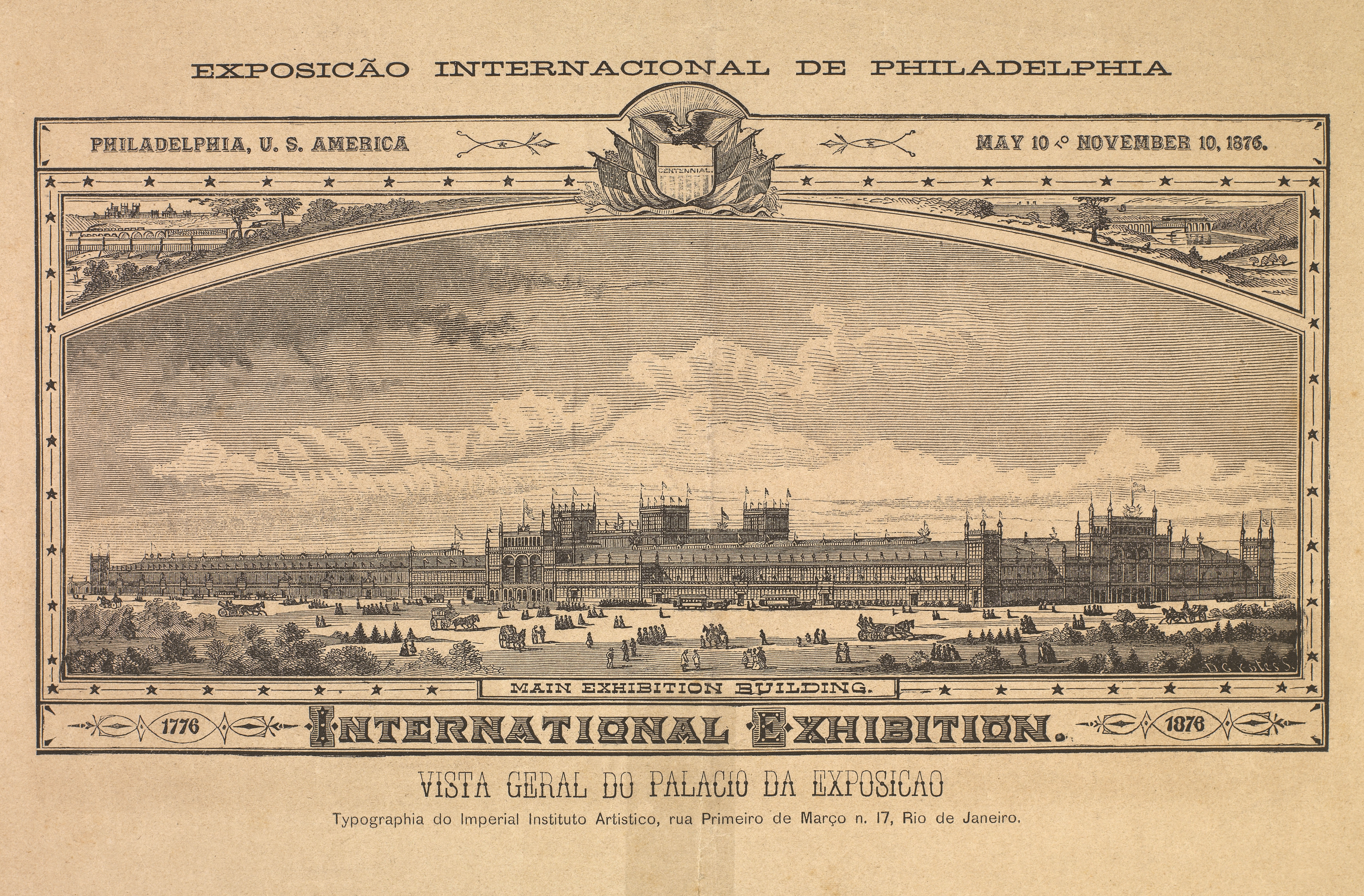
Cartaz da Exposição Internacional da Filadélfia em 1876. Sob a guarda do Arquivo Nacional.

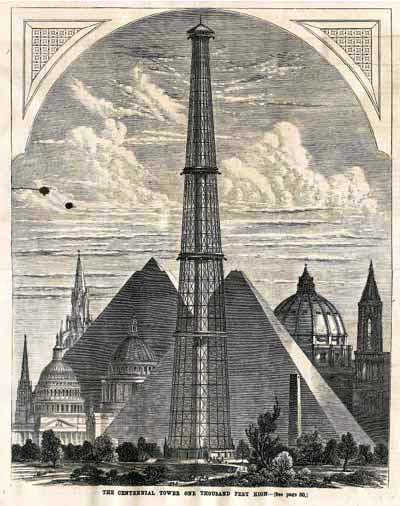
The Centennial Tower, uma torre de mais de trezentos metros de altura foi projetada para a exposição, mas nunca foi construída.

A Exposição Universal de 1876, primeira Exposição mundial nos Estados Unidos, aconteceu na Filadélfia, Pennsylvania, para comemorar o centenário da assinatura da declaração de independência do país, que também aconteceu na Filadélfia. Foi montada em Fairmount Park, ao longo do rio Schuylkill. As instalações foram projetadas por Hermann Schwarzmann. Contou com mais de 10 milhões de visitantes, o equivalente a 20% da população do país na época, entretanto os visitantes foram contados novamente a cada vez que entraram na mostra.
A ideia da exposição é creditada a John L. Campbell, professor de matemática, e astronomia no Wabash College, Crawfordsville, Indiana. Mais de 200 prédios construídos dentro do perímetro da exposição eram circundados por uma cerca que media mais de quatro quilômetros de comprimento. Vinte seis estados americanos tinham seu próprio prédio dos quais o Ohio House é o único ainda existente. Onze outras nações também tinham seus próprios prédios.

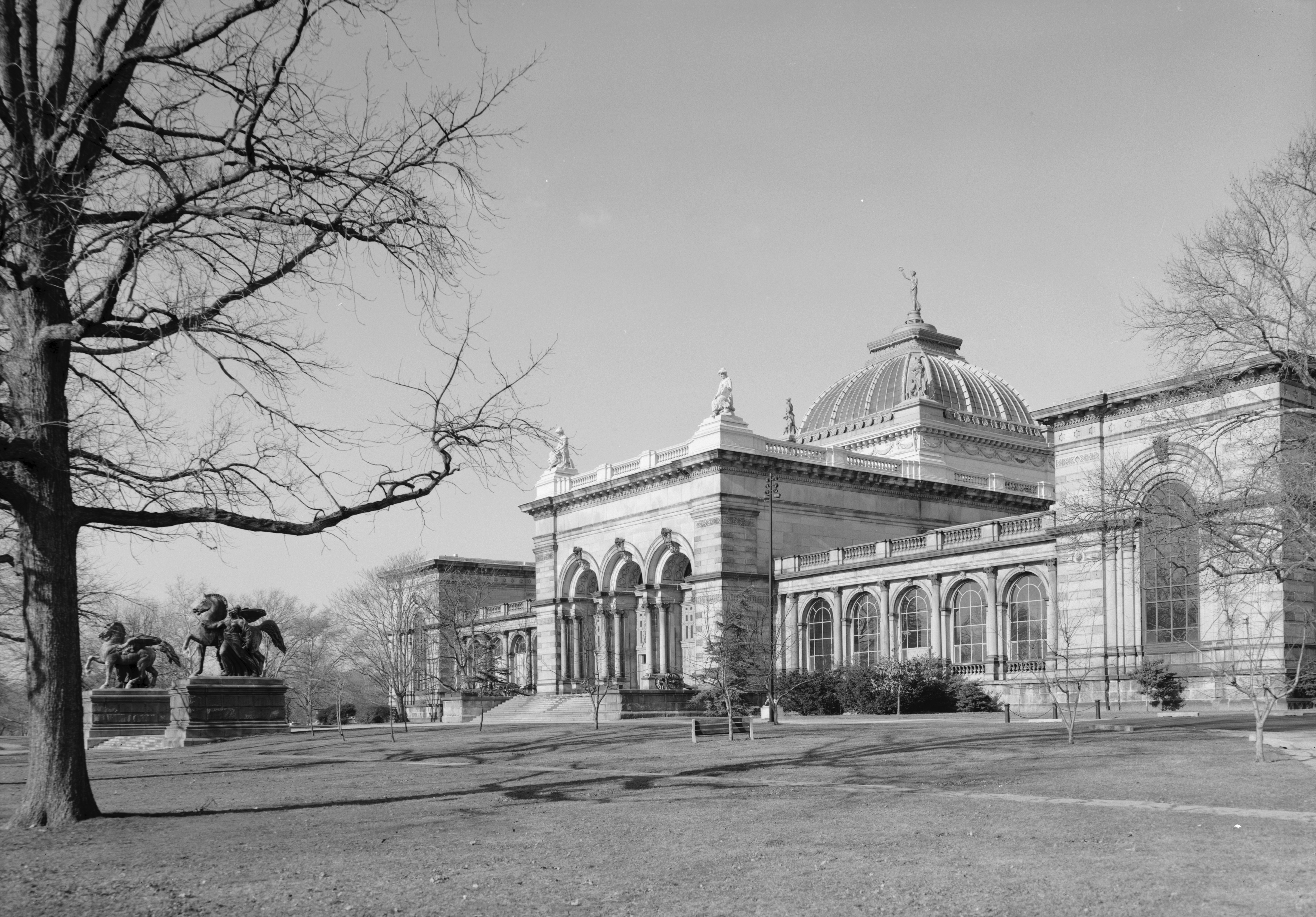
Memorial Hall

Projetado em estilo arte nova por Hermann J. Schwarzmann, o Memorial Hall alojou a exposição de arte. Após a exposição o Memorial Hall reabriu em 1877 como Pennsylvania Museum of Art e alojava também a escola de artes industriais da Pennsylvania. Em 1928 o museu mudou-se para Fairmount e em 1938 recebeu um novo nome, Philadelphia Museum of Art. O Memorial Hall como sede da escola de artes industriais. O museu escola é agora a University of the Arts. Mais tarde o edifício foi utilizado como delegacia de polícia e estava sendo restaurado para alojar o Please Touch Museum previsto para inaugurar em 18 de outubro de 2008.
Para anunciar a abertura da Exposição do Centenário, sinos soaram sobre toda a Filadélfia. Estavam presentes à cerimonia o presidente dos Estados Unidos, Ulysses Grant e sua esposa e o Imperador D. Pedro II do Brasil com sua esposa. A cerimônia terminou no pavilhão de maquinas e equipamentos com Grant e Dom Pedro dando a partida no motor a vapor Corliss Steam Engine que fornecia energia para a maioria dos outros equipamentos da Exposição.

## Invenções
Alguns dos produtos mostrados ao público pela primeira vez na exposição de Filadélfia foram:
- O telefone de Alexander Graham Bell
- A máquina de escrever Remington
- O ketchup Heinz
- Aparelhos da mecanoterapia (a metodologia seria reconhecida em 1890[8]) do médico sueco Gustav Zander. O médico ganhou a medalha de ouro nesta exposição.[9]